# Harmonische driehoek
De harmonische driehoek (van Leibniz), ook kortweg driehoek van Leibniz, is een driehoekige rangschikking in rijen van breuken met teller 1 (stambreuken), waarbij aan het begin en einde van een rij de omgekeerden van de rijnummers staan en elke andere breuk op die rij de som is van de twee getallen die er direct links- en rechtsonder staan.
De driehoek is genoemd naar de Duitse wiskundige Gottfried W. Leibniz (1646–1716), die de driehoek voor het eerst gebruikte. Het woord harmonisch slaat op de verschillen tussen de opeenvolgende termen van de harmonische rij.

## Waarden
Per definitie is voor de breuk met waarde {\displaystyle L(r,k)} op rij {\displaystyle r} en in kolom {\displaystyle k} van de driehoek:
{\displaystyle L(r,1)=L(r,r)={\frac {1}{r}}}
en
{\displaystyle L(r,k)=L(r+1,k)+L(r+1,k+1)}
voor {\displaystyle r\geq 1} en {\displaystyle 1\leq k\leq r},
De eerste 8 rijen in de driehoek zijn:
{\displaystyle {\begin{array}{cccccccccccccccccc}&&&&&&&&&1&&&&&&&&\\&&&&&&&&{\frac {1}{2}}&&{\frac {1}{2}}&&&&&&&\\&&&&&&&{\frac {1}{3}}&&{\frac {1}{6}}&&{\frac {1}{3}}&&&&&&\\&&&&&&{\frac {1}{4}}&&{\frac {1}{12}}&&{\frac {1}{12}}&&{\frac {1}{4}}&&&&&\\&&&&&{\frac {1}{5}}&&{\frac {1}{20}}&&{\frac {1}{30}}&&{\frac {1}{20}}&&{\frac {1}{5}}&&&&\\&&&&{\frac {1}{6}}&&{\frac {1}{30}}&&{\frac {1}{60}}&&{\frac {1}{60}}&&{\frac {1}{30}}&&{\frac {1}{6}}&&&\\&&&{\frac {1}{7}}&&{\frac {1}{42}}&&{\frac {1}{105}}&&{\frac {1}{140}}&&{\frac {1}{105}}&&{\frac {1}{42}}&&{\frac {1}{7}}&&\\&&{\frac {1}{8}}&&{\frac {1}{56}}&&{\frac {1}{168}}&&{\frac {1}{280}}&&{\frac {1}{280}}&&{\frac {1}{168}}&&{\frac {1}{56}}&&{\frac {1}{8}}&\\\end{array}}}

## Verband met de driehoek van Pascal
Algemeen geldt ook:
{\displaystyle L(r,k)={\frac {1}{{\binom {r-1}{k-1}}\cdot r}}}
waarin {\displaystyle {\tbinom {p}{q}}} een binomiaalcoëfficiënt is.
Terwijl elke binomiaalcoëfficiënt in de driehoek van Pascal de som is van de twee getallen erboven, is elke breuk in de driehoek van Leibniz de som van de twee breuken in de rij eronder.
Voorbeeld. Voor het getal {\displaystyle {\tfrac {1}{60}}} op de 6e rij in de 3e kolom geldt:
{\displaystyle L(6,3)={\tfrac {1}{60}}={\tfrac {1}{105}}+{\tfrac {1}{140}}=L(7,3)+L(7,4)}
Ook is:
{\displaystyle L(6,3)={\frac {1}{{\binom {5}{2}}\cdot 6}}}
De elementen in de driehoek van Leibniz kunnen dus worden berekend met binomiaalcoëfficiënten, en wel met de binomiaalcoëfficiënten die staan in de driehoek van Pascal: "een element in een Leibniz-rij is gelijk aan het eerste element van die rij gedeeld door de overeenkomstige coëfficiënt in de Pascal-driehoek."
De {\displaystyle r}-de diagonaal van de driehoek van Leibniz, met {\displaystyle r\geq 1} − gerekend van linksboven naar rechtsonder − wordt gevormd door stambreuken op de posities:
{\displaystyle (r,1),\ (r+1,2),\ (r+2,3),\ \dots ,\ (r+j,j+1),\ \dots }
Voor de rij van de noemers van die breuken is nu (met termsgewijze vermenigvuldiging, die hier met {\displaystyle \otimes } wordt aangegeven):
- op diagonaal 1: {\displaystyle (1,2,3,4,5,6,7,8,\dots )=1\otimes (1,2,3,4,5,6,7,8,\dots )}
- op diagonaal 2: {\displaystyle \,2\otimes (1,3,6,10,15,21,28,\dots )}
- op diagonaal 3: {\displaystyle \,3\otimes (1,4,10,20,35,56,\dots )}
- op diagonaal 4: {\displaystyle \,4\otimes (1,5,15,35,70,126,\dots )}

{\displaystyle \cdots }
De rijen tussen {\displaystyle (} en {\displaystyle )} zijn diagonalen in de driehoek van Pascal.

## Geschiedenis
Leibniz ontmoette in 1672 in Parijs Christiaan Huygens die enige tijd als mentor optrad bij de wiskundestudie van Leibniz. Huygens vroeg hem onder meer de limiet van de som van de rij met de omgekeerden van de driehoeksgetallen te berekenen. Die rij luidt, en zie ook de tweede diagonaal in de driehoek:
{\displaystyle (1,{\tfrac {1}{3}},{\tfrac {1}{6}},{\tfrac {1}{10}},\dots )=2\otimes ({\tfrac {1}{2}},{\tfrac {1}{6}},{\tfrac {1}{12}},{\tfrac {1}{20}}\dots )}
Dit vraagstuk bracht Leibniz op de gedachte van de naar hem genoemde driehoek. Hij maakte hiervan melding in zijn 1713 geschreven Historia et Origo Calculi Differentialis, waarin hij zich verdedigde tegen de door de Royal Society of London geuite beschuldiging van plagiëren van Isaac Newton.

## Andere eigenschappen
Er geldt ook:
{\displaystyle {\tbinom {r-1}{k-1}}\cdot r={\frac {(r-1)!\cdot r}{(k-1)!(r-k)!}}={\frac {r!\cdot k}{k!(r-k)!}}={\tbinom {r}{k}}\cdot k}
Gevolg, een tweede directe formule voor een element in de driehoek, namelijk:
{\displaystyle L(r,k)={\frac {1}{{\binom {r-1}{k-1}}\cdot r}}={\frac {1}{{\binom {r}{k}}\cdot k}}}
zodat inderdaad:
{\displaystyle L(6,3)={\frac {1}{{\binom {6}{3}}\cdot 3}}={\tfrac {1}{60}}}
Opnieuw blijkt dat de elementen in de driehoek zonder recursie kunnen worden berekend.
Uit de definiërende relatie:
{\displaystyle L(r,k)=L(r+1,k)+L(r+1,k+1)}
volgt door herordening en substitutie van {\displaystyle r+k} voor {\displaystyle r+1}:
{\displaystyle L(r+k,k)=L(r+k-1,k)-L(r+k,k+1)}
Dit houdt in dat een element binnen een rij gelijk is aan het verschil van het element er rechtsboven en het element rechts ervan. Bijvoorbeeld, met {\displaystyle r=3,k=3} is:
{\displaystyle L(6,3)=L(5,3)-L(6,4)}
De laatste recursieve relatie maakt het mogelijk de {\displaystyle k}-de partiële som {\displaystyle D_{k}} van de breuken op de {\displaystyle (r+1)}-ste diagonaal te berekenen, en zoals zal blijken, via een zogeheten telescoopsom:
{\displaystyle {\begin{aligned}D_{k}&=\sum \nolimits _{j=1}^{k}{L(r+j,j)}=\\&=L(r+1,1)+L(r+2,2)+\ldots +L(r+k-1,k-1)+L(r+k,k)=\\&=\left(L(r,1)-L(r+1,2)\right)+\left(L(r+1,2)-L(r+2,3)\right)+\ldots +\\&\qquad \quad +\left(L(r+k-2,k-1)-L(r+k-1,k)\right)+\left(L(r+k-1,k)-L(r+k,k+1)\right)=\\&=L(r,1)-L(r+k,k+1)=\\&={\tfrac {1}{r}}-L(r+k,k+1)\\\end{aligned}}}
De som van de binomiaalcoëfficiënten op de {\displaystyle n}-de rij in de driehoek van Pascal is gelijk aan {\displaystyle \sum \nolimits _{k=0}^{n}{\tbinom {n}{k}}=(1+1)^{n}=2^{n}}. Dus geldt voor de som {\displaystyle S_{n}} van de noemers van de stambreuken op de {\displaystyle n}-de rij van de driehoek van Leibniz:
{\displaystyle S_{n}=n\cdot 2^{n-1}}
Voorbeeld. {\displaystyle S_{5}=5+20+30+20+5=5\cdot 2^{4}=80}.